# جيك ستينزيل
جيك ستينزيل (بالإنجليزية: Jake Stenzel)‏ هو لاعب كرة قاعدة أمريكي، ولد في 24 يونيو 1867 في سينسيناتي في الولايات المتحدة، وتوفي بنفس المكان في 6 يناير 1919.

## وصلات خارجية
- جيك ستينزيل على موقعبيزبول رفرنس.كوم (الدوري الرئيسي) (الإنجليزية)
- جيك ستينزيل على موقعبيزبول رفرنس.كوم (الدوري الثانوي) (الإنجليزية)